# Sofija Jaremčuk
Sofija Ruslanivna Jaremčuk (in ucraino Софія Русланівна Яремчук?; Leopoli, 3 giugno 1994) è una maratoneta ucraina naturalizzata italiana.

## Biografia
Nata e cresciuta a Leopoli in Ucraina, si avvicina all'atletica leggera a 14 anni prediligendo la corsa campestre ed il mezzofondo.
Dopo la laurea, nel 2016 si sposta a Roma, dove viveva e lavorava la madre, per continuare la carriera da professionista. Nel 2018 si trasferisce stabilmente in Italia.
Nel 2021 ottiene la cittadinanza italiana, ad ottobre vince i 10 km su strada ai campionati italiani assoluti ed esordisce nella maratona vincendo la VeniceMarathon.
Nel 2022 vince i 10 km su strada ai campionati italiani assoluti a Castelfranco Veneto e la mezza maratona a Pisa; mentre ad ottobre arriva 4ª alla Maratona di Francoforte, diventando col tempo di 2h25'36" l'ottava migliore italiana di sempre.
Nel 2023 arriva 9ª alla Maratona di Londra, migliorando il proprio primato di un minuto e mezzo e issandosi al quinto miglior crono sulla distanza. A settembre viene convocata per la prima volta dalla nazionale italiana per partecipare alla prima edizione dei mondiali di corsa su strada. Il 3 dicembre 2023 sigla il nuovo record italiano della maratona con il tempo di 2h23'16" alla maratona di Valencia.

## Progressione

### Mezza maratona
| Stagione | Misura   | Luogo          | Data      | Rank. Mond. |
| -------- | -------- | -------------- | --------- | ----------- |
| 2024     | 1h08'27" | Napoli         | 25-2-2024 |             |
| 2023     | 1h11'16" | Terni          | 15-1-2023 |             |
| 2022     | 1h08'56" | Pisa           | 2-4-2022  |             |
| 2021     | 1h11'20" | Siena          | 28-2-2021 |             |
| 2020     | 1h10'33" | Terni          | 12-1-2020 |             |
| 2019     | 1h12'08" | Telese Terme   | 6-10-2019 |             |
| 2018     | 1h14'20" | Telese Terme   | 7-10-2018 |             |
| 2017     | 1h14'05" | Belaya Tserkva | 1-10-2017 |             |
| 2016     | 1h16'30" | Amsterdam      | 10-7-2016 |             |
| 2015     | 1h15'02" | Piła           | 6-9-2015  |             |
| 2014     | 1h22'02" | Wieliczka      | 27-9-2014 |             |

### Maratona
| Stagione | Misura   | Luogo                | Data       | Rank. Mond. |
| -------- | -------- | -------------------- | ---------- | ----------- |
| 2025     | 2h23'14" | Londra               | 27-4-2025  |             |
| 2024     | 2h30'20" | Parigi               | 11-8-2024  |             |
| 2023     | 2h23'16" | Valencia             | 3-12-2023  |             |
| 2022     | 2h25'36" | Francoforte sul Meno | 30-10-2022 |             |
| 2021     | 2h29'12" | Venezia              | 24-10-2021 |             |

### 10 km su strada
| Stagione | Misura | Luogo               | Data       | Rank. Mond. |
| -------- | ------ | ------------------- | ---------- | ----------- |
| 2023     | 32'14" | Praga               | 2-9-2023   |             |
| 2022     | 32'08" | Castelfranco Veneto | 3-9-2022   |             |
| 2021     | 32'06" | Lens                | 4-7-2021   |             |
| 2020     | 32'53" | Lens                | 6-9-2020   |             |
| 2019     | 32'35" | Roma                | 31-12-2019 |             |
| 2018     | 33'13" | Fiumicino           | 2-12-2018  |             |
| 2017     | 34'30" | Telese Terme        | 18-6-2017  |             |
| 2016     | 34'10" | Poznań              | 19-3-2016  |             |
| 2015     | 36'09" | Leopoli             | 21-9-2015  |             |

## Palmarès
| Anno                            | Manifestazione           | Sede                | Evento         | Risultato | Prestazione | Note                                     |
| ------------------------------- | ------------------------ | ------------------- | -------------- | --------- | ----------- | ---------------------------------------- |
| In rappresentanza dell' Ucraina |                          |                     |                |           |             |                                          |
| 2016                            | Europei                  | Amsterdam           | Mezza maratona | 50ª       | 1'16"30     |                                          |
| 2016                            | Europei                  | Amsterdam           | A squadre      | 13ª       | 3h46'50"    |                                          |
| 2018                            | Mondiali mezza maratona  | Valencia            | Individuale    | 71ª       | 1h15'27"    | [ 10 ]                                   |
| 2021                            | Mondiali mezza maratona  | Gdynia              | Individuale    | 25ª       | 1h10'42"    |                                          |
| 2021                            | Mondiali mezza maratona  | Gdynia              | A squadre      | 9ª        | 3h34'12"    |                                          |
| In rappresentanza dell' Italia  |                          |                     |                |           |             |                                          |
| 2023                            | Mondiali corsa su strada | Riga                | Mezza maratona | 11ª       | 1h09'37"    | Miglior prestazione personale stagionale |
| 2024                            | Europei                  | Roma                | Mezza maratona | 19ª       | 1h11'32"    |                                          |
| 2024                            | Giochi olimpici          | Parigi              | Maratona       | 30ª       | 2h30'20"    |                                          |
| 2025                            | Europei su strada        | Bruxelles e Lovanio | 10 km          | 7ª        | 31'39"      | [ 11 ]                                   |
| 2025                            | Europei su strada        | Bruxelles e Lovanio | A squadre      | Oro       | 1h34'33"    |                                          |

## Campionati nazionali
- 1 volta campionessa nazionale ucraina dei 10 km su strada (2019)
- 2 volte campionessa nazionale italiana assoluta dei 10 km su strada (2021, 2022)
- 1 volta campionessa nazionale italiana assoluta della mezza maratona (2022)

2012
- 4ª ai campionati ucraini juniores, 3000 m piani - 10'11"54
- 7ª ai campionati ucraini juniores, 1500 m piani - 4'42"88

2013
- 7ª ai campionati ucraini, 3000 m siepi - 11'40"36
- 8ª ai campionati ucraini, 1500 m piani - 4'36"03
- Argento ai campionati ucraini juniores indoor, 3000 m piani - 10'15"39

2014
- 8ª ai campionati ucraini di 10 km su strada - 36'09"

2018
- 10ª ai campionati ucraini, 10000 m piani - 34'42"27

2019
- Oro ai campionati ucraini di 10 km su strada (Leopoli) - 33'20"
- 5ª ai campionati ucraini di mezza maratona - 1h12'36"

2020
- 4ª ai campionati ucraini (Lutsk), 10000 m piani - 33'45"67

2021
- Oro ai campionati italiani assoluti (Forlì), 10 km - 32'39"

2022
- Oro ai campionati italiani di 10 km su strada (Castelfranco Veneto), 10 km - 32'08"
- Oro ai campionati italiani di maratonina (Pisa) - 1h08'56"

## Altre competizioni internazionali
2019
- 7ª alla Roma-Ostia, ( Roma) - 1h11'17"

2020
- 6ª alla BOclassic, ( Bolzano), 10 km - 33'12"

2021
- Oro alla Maratona di Venezia, ( Venezia) - 2h29'12"
- 13ª alla Mezza maratona di Istanbul, ( Istanbul) - 1h12'18"

2022
- 4ª alla Maratona di Francoforte, ( Francoforte sul Meno) - 2h25'36"
- 5ª alla Mezza maratona di Lisbona, ( Lisbona) - 1h10'35"
- 5ª alla Mezza maratona di Praga, ( Praga) - 1h09'09"
- 6ª alla Great Manchester Run, ( Manchester) - 32'36"

2023
- 9ª alla Maratona di Londra, ( Londra)- 2h24'02"
- 9ª alla Maratona di Valencia, ( Valencia - 2h23'16"
- 5ª alla Roma-Ostia, ( Roma) - 1h08'49"
- 6ª al Birell Grand Prix ( Praga) - 32'14"

2025
- 7ª alla Maratona di Londra ( Londra) - 2h23'14"